# Campeonato Rondoniense Segunda Divisão
Il Campeonato Rondoniense Segunda Divisão è il secondo livello calcistico nello stato della Rondônia, in Brasile.

## Stagione 2021
- Genus (Porto Velho)
- Pimentense (Pimenta Bueno)

## Albo d'oro
| Anno         | Campione            | Vice               |
| ------------ | ------------------- | ------------------ |
| 1980         | Mixto               | sconosciuto        |
| 1981 al 1982 | non disputato       |                    |
| 1983         | Comercial Palmeiras | sconosciuto        |
| 1984 al 2004 | non disputato       |                    |
| 2005         | Ulbra Ji-Paraná     | Grêmio Recreativo  |
| 2006         | Jaruense            | Ariquemes FC       |
| 2007         | Ariquemes FC        | Rolim de Moura     |
| 2008         | Espigão             | Shallon            |
| 2009         | Moto Clube          | Ji-Paraná          |
| 2010         | non disputato       |                    |
| 2011         | Ji-Paraná           | União Cacoalense   |
| 2012         | Pimentense          | Santos Porto Velho |
| 2013         | União Cacoalense    |                    |
| 2014         | sospeso             |                    |
| 2015 al 2017 | non disputato       |                    |
| 2018         | sospeso             |                    |
| 2019         | sospeso             |                    |
| 2020         | non disputato       |                    |
| 2021         | Pimentense          | Genus              |

## Titoli per squadra
| Squadra             | Città           | Titoli |
| ------------------- | --------------- | ------ |
| Pimentense          | Pimenta Bueno   | 2      |
| Ariquemes FC        | Ariquemes       | 1      |
| Comercial Palmeiras | Porto Velho     | 1      |
| Espigão             | Espigão d'Oeste | 1      |
| Jaruense            | Jaru            | 1      |
| Ji-Paraná           | Ji-Paraná       | 1      |
| Mixto               | Porto Velho     | 1      |
| Moto Clube          | Porto Velho     | 1      |
| Ulbra Ji-Paraná     | Ji-Paraná       | 1      |
| União Cacoalense    | Cacoal          | 1      |